# XXVI Українська антарктична експедиція
XXVI Українська антарктична експедиція (УАЕ) — 26-та наукова експедиція на українську антарктичну станцію Академік Вернадський у період з квітня 2021 по квітень 2022 року.

## Експедиція
На станції «Академік Вернадський» 19 квітня 2021 року завершилася перезмінка зимівників XXV та XXVI УАЕ, а також робота «Сезону-2021».
30 березня 2022 року на станцію прибули учасники XXVII експедиції. 12 квітня учасники XXVI експедиції, разом з сезонним загоном, вирушили додому.

## Склад експедиції
Керівником є рекордсмен за кількістю зимівок на «Вернадському» — вчений-геофізик з Харкова Богдан Гаврилюк. Для нього це буде вже дев'ята річна експедиція (до цього максимальна кількість зимівель в УАЕ не перевищувала 8). Богдан також є найстаршим членом команди й зустріне на станції 49-й день народження.
У складі XXVI УАЕ було найбільше представників Харківщини — 3, Києва та Чернігівщини — по 2. Також по одному  учаснику з Вінницької, Запорізької, Полтавської, Київської та Львівської областей.
Склад XXVI УАЕ:
- Богдан Гаврилюк (1972 р. н., Радіоастрономічний інститут НАН України, м. Харків) — начальник станції, геофізик (дев'ята зимівля).
- Ян Бахмат (1996 р. н., Радіоастрономічний інститут НАН України, м. Харків) — геофізик (перша зимівля).
- Олександр Афтенюк (1988 р. н., Український гідрометеорологічний інститут ДСНС та НАН України, с. Студена, Вінницька обл.) — метеоролог (третя зимівля).
- Олександр Надточій (1978 р. н., Чернігівський обласний центр з гідрометеорології, с. Покошичі, Чернігівська обл.) — метеоролог (третя зимівля).
- Оксана Савенко (1981 р. н., Національний антарктичний науковий центр, м. Київ) — біолог (друга зимівля).
- Вадим Ткаченко (1992 р. н., Приазовський національний природний парк, м. Мелітополь, Запорізька обл.) — біолог (перша зимівля).
- Антон Пуговкін (1991 р. н., Інститут проблем кріобіології і кріомедицини НАН України, м. Харків) — біолог (перша зимівля).
- Андрій Хитрий (1986 р. н., м. Полтава) — лікар (перша зимівля).
- Артем Ігнатенко (1991 р. н., м. Славутич, Київська обл.) — кухар (перша зимівля).
- Олександр Книжатко (1980 р. н., с. Пукеничі, Львівська обл.) — дизеліст-електрик (перша зимівля).
- Олександр Милашевський (1983 р. н., м. Чернігів) — системний механік (перша зимівля).
- Ярослав Дозоров (1973 р. н., м. Київ) — системний адміністратор зв'язку (перша зимівля).

## Мета експедиції
1. Проведення щоденних вимірювань;
2. Проведення запланованих досліджень;
3. Підтримка роботи станції.

## Цікаві факти
На честь 103-ї річниці Дня Соборності України, учасники XXVI Української антарктичної експедиції, разом з французькими дослідниками, створили в Антарктиді «живий ланцюг» Соборності України, який проклали в сніговому тунелі навколо антарктичної станції «Академік Вернадський».